# Емблема Об'єднаних Арабських Еміратів
Герб ОАЕ — один з офіційних символів держави.

## Опис
На гербі ОАЕ зображений жовтий сокіл — символ єдиновладдя в країні, більшу частину якої займає пустеля. Хвостове оперення символізує сім еміратів — 7 пір'їн.
Якщо раніше соколине полювання було для жителів узбережжя засобом добування їжі, то нині воно збереглося у вигляді елітарної розваги, доступного лише найзабезпеченішим людям. Зараз в ОАЕ таке полювання заборонене (заради збереження поголів'я пустельних тварин), і аматорам цього спорту доводиться літати в інші пустельні країни, наприклад, у Туркменістан. У Дубаї існує спеціальна лікарня для соколів з устаткуванням для анестезії, серцевими стимуляторами та рентгенівськими апаратами.
На груди в сокола в червоному колі (символ мужності й незалежності в боротьбі за волю) по блакитних морських хвилях плавно сковзає дерев'яна шхуна «доу». Саме на таких судах виходили в море арабські нирці за перлами. І не тільки вони — море борознили войовничі пірати.
Торгівля й морська справа здавна були основними заняттями жителів узбережжя. Із Заходу й Сходу в порти Аравійського півострова з'їжджалися ювеліри, торговці перлами й коштовностями.